# Ray Marshall

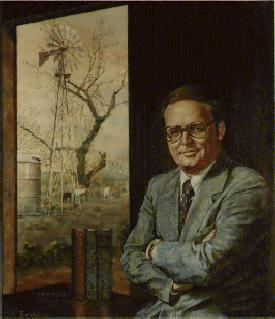
Ray Marshall

Freddie Ray Marshall (* 22. August 1928 in Oak Grove, West Carroll Parish, Louisiana) ist ein emeritierter US-amerikanischer Hochschullehrer und ehemaliger Politiker (Demokratische Partei), der unter Präsident Jimmy Carter das Amt des US-Arbeitsministers bekleidete.
Ray Marshall wuchs in einem Waisenhaus auf. Im Alter von 15 Jahren schrieb er sich bei der US Navy ein, wobei er falsche Angaben über sein Geburtsjahr machte. Nachdem er im Zweiten Weltkrieg gekämpft hatte, studierte er an der Louisiana State University und dem Millsaps College. Später machte er dann seinen Abschluss als PhD in Wirtschaftswissenschaften an der University of California in Berkeley.
In der Folge hatte er verschiedene akademische Posten inne, ehe er 1962 an die University of Texas in Austin wechselte. Dort war er über viele Jahre bis zu seiner Emeritierung im Jahr 1998 Inhaber des Audre and Bernard Rapoport Centennial Chair, eines Lehrstuhls für Wirtschaftswissenschaften und Public Policy.
Eine Ausnahme war dabei seine Amtszeit als Mitglied der US-Regierung unter Jimmy Carter. Vom 27. Januar 1977 bis zum 20. Januar 1981 leitete Marshall das Department of Labor, das in dieser Zeit eine wichtige Rolle bei Carters Versuch spielte, die Wirtschaft wieder zu stimulieren. Als Minister baute Ray Marshall die Programme für den öffentlichen Dienst und zur Berufsschulung aus. Besonderes Augenmerk legte er in seinen Maßnahmen auch auf Gesundheitsprobleme am Arbeitsplatz und die Förderung berufstätiger Frauen.
Nach der Niederlage der Demokraten bei der Präsidentschaftswahl 1980 schied Marshall aus seinem Amt aus und kehrte wieder an die Universität von Texas zurück. 1986 gründete er mit einer Reihe weiterer Wirtschaftswissenschaftler, darunter Lester Thurow und der spätere Arbeitsminister Robert B. Reich, in Washington das Economic Policy Institute, eine Denkfabrik, die sich mit wirtschaftspolitischen Themen befasst.